# Lost Horizons
Lost Horizons — альбом проекта Luca Turilli’s Dreamquest, основанного итальянским гитаристом Лукой Турилли.

## Об альбоме
Пластинка выдержана в стиле готик-метал, напоминая творчество Rhapsody, Nightwish и Stream of Passion. Вокалисткой проекта стала Марсела Бовио (Stream of Passion), а на музыкальных инструментах играли участники Rhapsody of Fire.
Ведущим синглом с альбома стала композиция «Virus». Пластинка содержит как энергичные песни («Virus», «Too Late», «Energy»), так и мелодичные баллады («Sospiro Divino» и «Dolphn’s Heart»). Завершает альбом композиция «Gothic Vision», содержащая фрагменты текст грегорианского распева «Dies irae», а также характерные арпеджио, напоминающие творчество Вивальди.
На немецком сайте metal.de Lost Horizons получил оценку 8/10. По мнению обозревателя, пластинка хоть и не настолько значительна, как альбомы Dawn of Victory или Prophet of the Last Eclipse, но «может обогатить вселенную готик-метала множеством новых элементов».

## Состав группы
- Лука Турилли — соло-гитара
- Марсела Бовио — вокал
- Саша Паэт — бас
- Михаэль Роденберг[англ.] — клавишные
- Роберт Хунеке-Риццо[англ.] — ударные, ритм-гитара

## Список композиций
1. Introspection — 00:15
2. Virus — 04:17
3. Dreamquest — 04:19
4. Black Rose — 03:46
5. Lost Horizons — 04:20
6. Sospiro divino — 03:57
7. Shades Of Eternity — 03:48
8. Energy — 04:00
9. Frozen Star — 04:59
10. Kyoto’s Romance — 05:39
11. Too Late — 04:28
12. Dolphin’s Heart — 04:01
13. Gothic Vision — 06:03